# Tir aux Jeux olympiques d'été de 2012 - Double trap hommes
Navigation
Pékin 2008 Rio de Janeiro 2016
L'épreuve masculine du double trap des Jeux olympiques d'été de 2012 se déroule aux Royal Artillery Barracks à Londres, le 2 août 2012.

## Format de la compétition
L'épreuve se compose d'un tour de qualification et d'une finale. En qualification, chaque tireur effectue 3 séries de 50 tirs. Les athlètes bénéficient d'une cartouche par plateau, alors que deux plateaux sont lancés simultanément avec un angle et une trajectoire connus. Les 6 meilleurs tireurs en qualification se qualifient pour la finale.
Lors de la finale, les athlètes effectuent une nouvelle série de 50 tirs. Le score total des 200 tirs détermine le classement final et l'attribution des médailles.

## Médaillés
| Or              | Argent       | Bronze       |
| P. R. R. Wilson | Håkan Dahlby | Vasily Mosin |

## Qualification (1eraoût)
| Rang | Athlète                     | Pays                   | 1  | 2  | 3  | Score | Notes |
| ---- | --------------------------- | ---------------------- | -- | -- | -- | ----- | ----- |
| 1    | Peter Robert Russell Wilson | Grande-Bretagne        | 48 | 48 | 47 | 143   | Q     |
| 2    | Vasily Mosin                | Russie                 | 48 | 45 | 47 | 140   | Q     |
| 3    | Fehaid Aldeehani            | Koweït                 | 47 | 47 | 46 | 140   | Q     |
| 4    | Vitaly Fokeev               | Russie                 | 44 | 48 | 47 | 139   | Q     |
| 5    | Håkan Dahlby                | Suède                  | 45 | 46 | 46 | 137   | Q     |
| 6    | Richard Bognar              | Hongrie                | 44 | 49 | 44 | 137   | Q     |
| 7    | Rashid Al-Athba             | Qatar                  | 43 | 46 | 47 | 136   |       |
| 8    | Francesco Danielo           | Italie                 | 48 | 44 | 44 | 136   |       |
| 9    | Wiliam Chetcuti             | Malte                  | 43 | 47 | 45 | 135   |       |
| 10   | Jun Li                      | Chine                  | 40 | 47 | 47 | 134   |       |
| 11   | Ronjan Sodhi                | Inde                   | 48 | 44 | 42 | 134   |       |
| 12   | Richard Faulds              | Grande-Bretagne        | 39 | 46 | 48 | 133   |       |
| 13   | Juma Almaktoum              | Émirats arabes unis    | 42 | 45 | 46 | 133   |       |
| 14   | Hu Binyuan                  | Chine                  | 42 | 48 | 43 | 133   |       |
| 15   | Alistair Davis              | Afrique du Sud         | 43 | 43 | 46 | 132   |       |
| 16   | Joshua Richmond             | États-Unis             | 44 | 42 | 45 | 131   |       |
| 17   | Filipe Fuzaro               | Brésil                 | 44 | 44 | 43 | 131   |       |
| 18   | Daniele di Spigno           | Italie                 | 43 | 46 | 42 | 131   |       |
| 19   | Ahmed Al Hatmi              | Oman                   | 37 | 46 | 46 | 129   |       |
| 20   | Russell Mark                | Australie              | 43 | 41 | 44 | 128   |       |
| 21   | Joy Torres Laboy            | Porto Rico             | 41 | 43 | 43 | 127   |       |
| 22   | Walton Eller                | États-Unis             | 41 | 43 | 42 | 126   |       |
| 23   | Anton Glasnovic             | Croatie                | 38 | 34 | 42 | 114   |       |
| 24   | Sergio Piñero               | République dominicaine | -  | -  | -  | -     | DNS   |

## Finale (2 août)
| Rang | Athlète                     | Pays            | Qualification | Final | Total | Notes   |
| ---- | --------------------------- | --------------- | ------------- | ----- | ----- | ------- |
| 1    | Peter Robert Russell Wilson | Grande-Bretagne | 143           | 45    | 188   |         |
| 2    | Håkan Dahlby                | Suède           | 137           | 49    | 186   |         |
| 3    | Vasily Mosin                | Russie          | 140           | 45    | 185   | Barrage |
| 4    | Fehaid Aldeehani            | Koweït          | 140           | 45    | 185   |         |
| 5    | Vitaly Fokeev               | Russie          | 139           | 45    | 184   |         |
| 6    | Richard Bognar              | Hongrie         | 137           | 45    | 182   |         |

## Sources
- La page de l'épreuve sur le site Londres 2012
- Le site officiel du Comité international olympique
- Site officiel de Londres 2012